# Елк Гроув (Калифорния)
Вижте пояснителната страница за други значения на Елк Гроув.
Елк Гроув (на английски: Elk Grove в превод „Лосова дъбрава“) е град в окръг Сакраменто в щата Калифорния, САЩ. Елк Гроув е с население от 130 874 жители (2006) и обща площ от 39,40 км² (15,20 мили²). Елк Гроув е вторият по население град в окръг Сакраменто след град Сакраменто столицата на Калифорния. Елк Гроув е основан през 1850 г., а придобива статут на град на 1 юли 2000 г.